# Eget kapital
För andra betydelser, se Kapital (olika betydelser).
Eget kapital är ett begrepp inom redovisningsteori och beskrivs oftast som skillnaden mellan en organisations tillgångar och skulder. Eget kapital är därmed det kapital som kan sägas utgöra organisations egna medel. Om organisationen har ägare, till exempel när det är fråga om bolag, kan det egna kapitalet betraktas som en skuld till ägarna.
Eget kapital uppstår antingen genom att intressenter, som ägare eller medlemmar, skjuter till medel, eller genom att organisationen samlar på sig driftsöverskott (vinst).  Ett driftsunderskott (förlust) leder på motsvarande sätt till att det egna kapitalet blir mindre eller negativt. Begreppet eget kapital tar i sig inte hänsyn till redovisningsregler, men eftersom, framför allt, tillgångar kan ha ett högre verkligt värde än bokfört värde, uppstår skillnader mellan eget kapital enligt redovisningen och eget kapital ”i verkligheten”.

## Klassificering av eget kapital
Eget kapital klassificeras i Sverige i huvudsak i två kategorier, bundet eget kapital och fritt eget kapital. Bundet eget kapital är eget kapital där rådigheten över kapitalet är begränsad, till exempel är utdelning i aktiebolag inte tillåten om det påverkar det bundna egna kapitalet.
Å andra sidan får fritt eget kapital disponeras friare.